# Jeep Cherokee

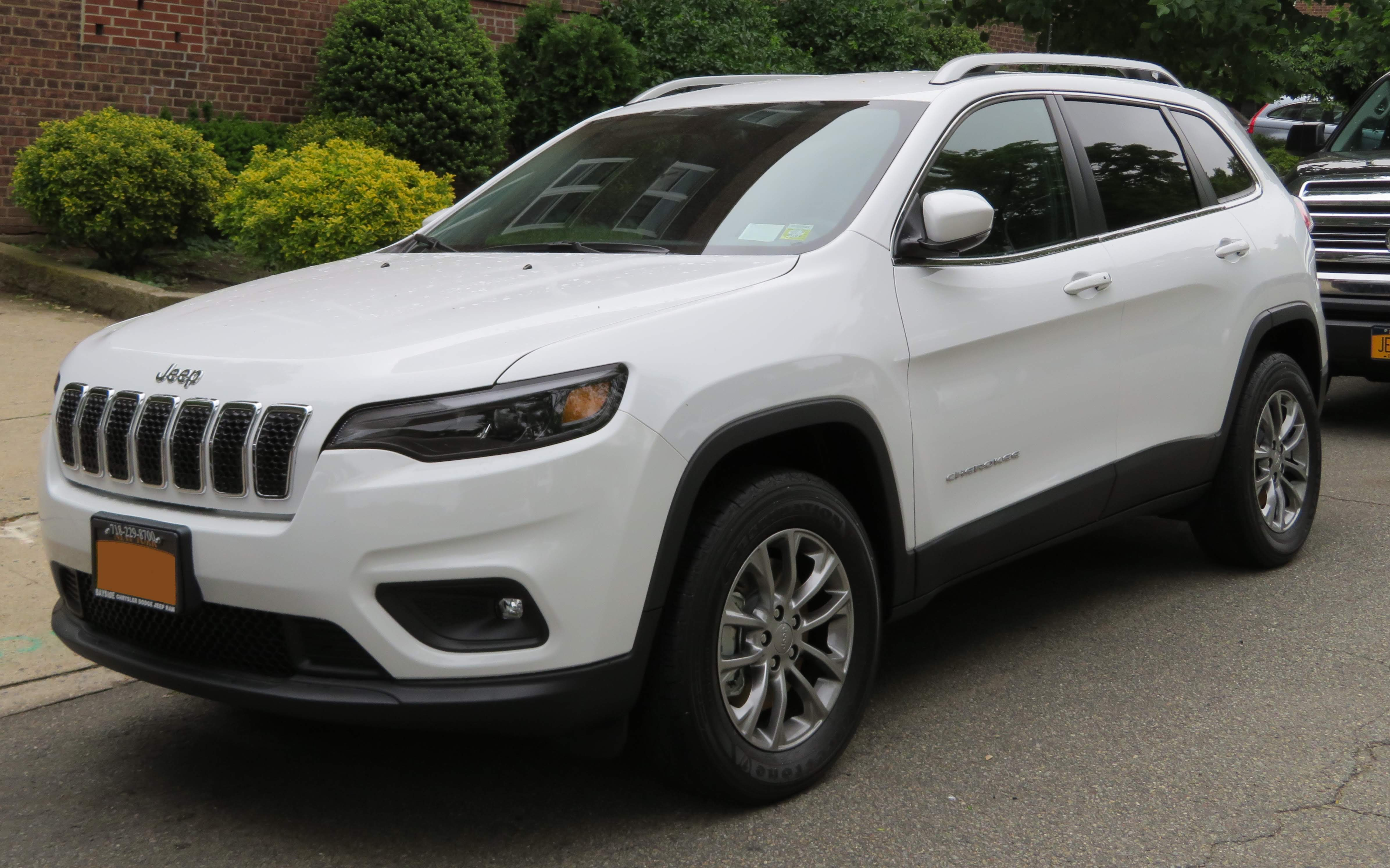
Jeep Cherokee de 2019

Le Jeep Cherokee est un véhicule de type SUV tout-terrain développé et produit par le constructeur automobile américain Jeep alors qu'il faisait partie du groupe American Motors Corporation. C'est un véhicule de dimensions moyennes avec de bonnes capacités de franchissement et de traction. Depuis sa version XJ de 1984, c'est aussi le premier 4x4 construit sur une caisse monocoque et non plus sur un châssis traditionnel.

## Histoire
La conception de la version SUV compacte Cherokee XJ remonte à 1978 quand une équipe d'ingénieurs d'American Motors Corporation (AMC) et de Renault déposent plusieurs esquisses. Les premiers dessins du Cherokee XJ ont une influence européenne bien que la plupart des éléments de style soient l'œuvre des ingénieurs américains d'AMC sous la direction de Richard A. Teague, responsable du design.
Apprenant que General Motors travaille sur une nouvelle Blazer à deux portes sur la base du pick-up S-10, AMC décide de développer un tout nouveau modèle à quatre portes en plus de la version deux-portes. Le vice-président d'ingénieurerie d'American Motors, Roy Lunn, conçoit la suspension Quadra-Link, qui limite le risque de renversement. L'ingénieur américain d'origine française, François Castaing, venant de Renault, développe une transmission en utilisant un moteur beaucoup plus petit que ceux normalement utilisés sur les véhicules 4x4 et réduit le poids du nouveau modèle.
Le Cherokee XJ, présenté en 1984, est le premier modèle Jeep construit avec une caisse monocoque. Cette conception rend l'ensemble à la fois rigide et solide mais aussi très léger, ce qui permet d'excellentes performances, même avec le nouveau « petit » moteur quatre-cylindres de 2,5 litres d'AMC. Deux versions, deux et quatre portes, du Cherokee XJ seront proposées tout au long de sa commercialisation, chaque modèle ayant exactement les mêmes dimensions, voies et empattement. Le XJ est construit dans l'usine américaine de Toledo, dans l'Ohio, puis sera aussi construit par Beijing Automotive en Chine, en Argentine, à Valencia au Venezuela, et au Caire en Égypte par Arab American Vehicles.
Alors que le modèle Cherokee XJ vient à peine de voir le jour, AMC lance l'étude et le développement de son successeur. Pour rivaliser avec ses concurrents beaucoup plus importants, le plus petit constructeur automobile américain applique la théorie de la gestion du cycle de vie (PLM) pour accélérer le processus de développement des produits. Dès 1985, le développement et l'ingénierie est basé sur la conception assistée par ordinateur, très nouveau à l'époque, et tous les plans et documents sont enregistrés dans une base de données centrale. Le système PLM, très innovant et pionnier en la matière, est si efficace que Chrysler, après avoir racheté AMC en 1987, l'adopte dans l'ensemble sa propre structure.
Une variante du Cherokee XJ, baptisée « Jeep Wagoneer XJ » sera commercialisée de 1984 à 1990. Les Wagoneer se distinguent des modèles Cherokee par des petites différences esthétiques, un modèle « Limited » plus luxueux, et par une motorisation plus puissante (V6 de 2,8 L puis six-cylindres en ligne de 4 L). Jeep a aussi utilisé la base mécanique du XJ pour la Jeep Comanche, un pick-up produit de 1985 à 1992.
La Cherokee XJ est la première Jeep à être vendue en Europe où le modèle est lancé à partir de 1992.

## Jeep Cherokee SJ (1974 - 1983)
En 1974, Jeep propose une version à deux-portes de son Wagoneer, appelée « Cherokee SJ ». Une version quatre-portes est ajoutée en 1977. Les moteurs sont des six-cylindres en ligne et des V8 AMC.
Le Cherokee a remplacé le Jeepster Commando, dont les ventes n’avaient pas été à la hauteur des attentes malgré une refonte complète en 1972. Le Cherokee a fait appel à un marché plus jeune que le Wagoneer, qui était davantage considéré comme un SUV familial.

### Motorisations
Le choix de moteurs était constitué de l'AMC I6 ou V8: le six cylindres en ligne de 4,2 litres (110 ch), un moteur V8 de 360cu (5,9 L), ainsi qu'un quatre cylindres 360 de 145 ch (195 kW), un V8 de 401cu (6,6 L) et même un turbo diesel Zeitgeist / Peugeot, bien que très rare. Le 401 durable avait un vilebrequin forgé et des bielles forgées, en plus du bloc à haute teneur en nickel des autres V8 AMC. Le 401 a été arrêté à la fin de 1978. Après l’acquisition d’AMC en 1987, Chrysler a conservé le V8 de 5,9 litres en production jusqu’en 1991 pour le Jeep Grand Wagoneer.
Le SJ Cherokee - ainsi que le Wagoneer et le J-Truck - continue de détenir le record du plus gros moteur jamais offert dans une Jeep, la cylindrée de la 401 dépassant même celle du SRT-8 avec son 6,4 litres Hemi .

### Finitions
Le Cherokee a été commercialisé comme la variante "sportive" à deux portes du break Wagon de Jeep. Le terme "véhicule utilitaire sport" apparaît pour la première fois dans la brochure de vente Cherokee de 1974,,. Aucune quatre portes n’a été ajoutée à la gamme avant 1977. Outre le modèle de base, les niveaux de finition de la Cherokee incluaient les modèles S (Sport), Chief, Golden Eagle, Golden Hawk, Limited, Classic, Sport, Pioneer et Laredo. .

## Jeep Cherokee XJ (1984 - 2000): Modèle original de la série

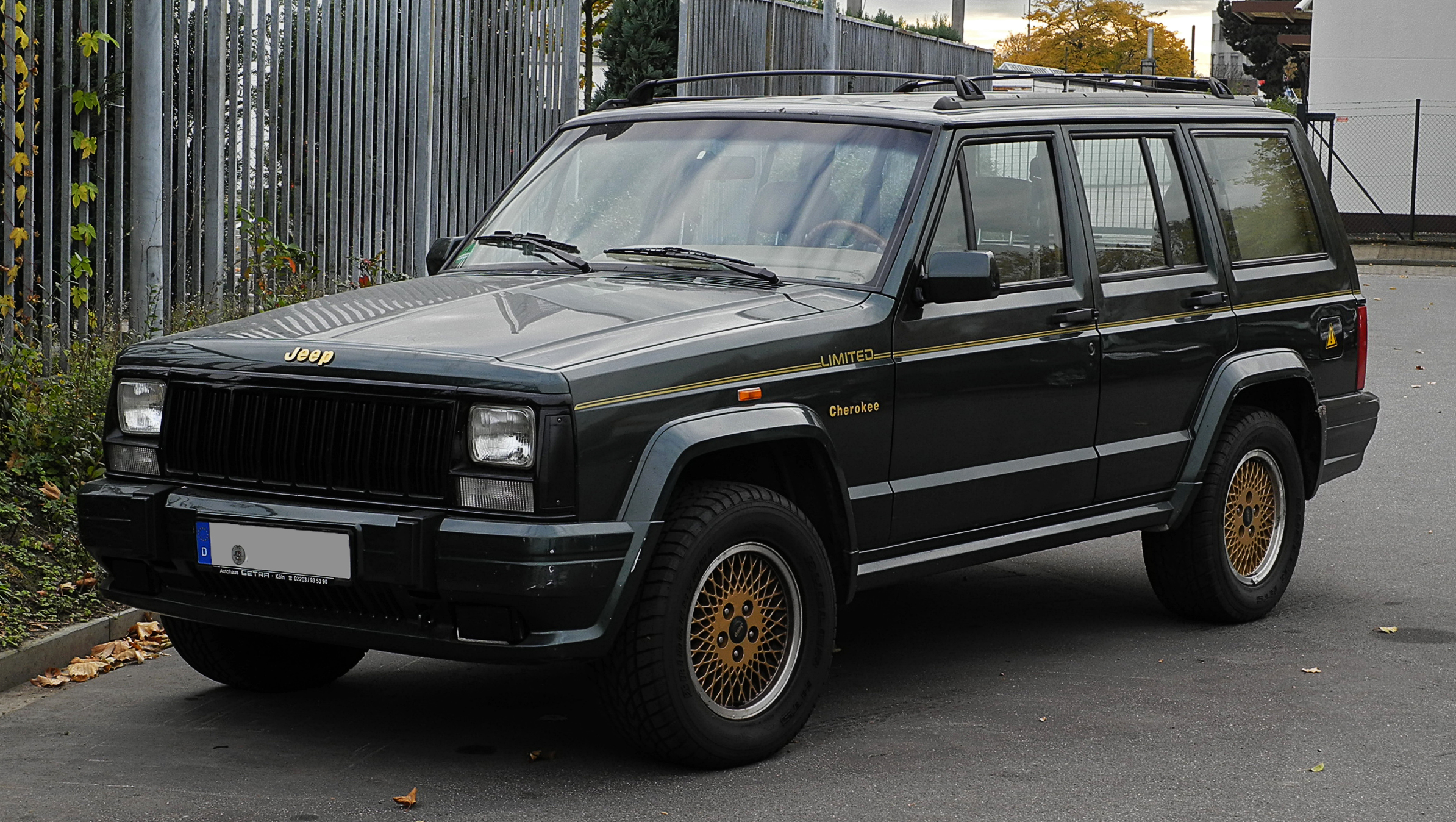
Jeep Cherokee XJ Phase I

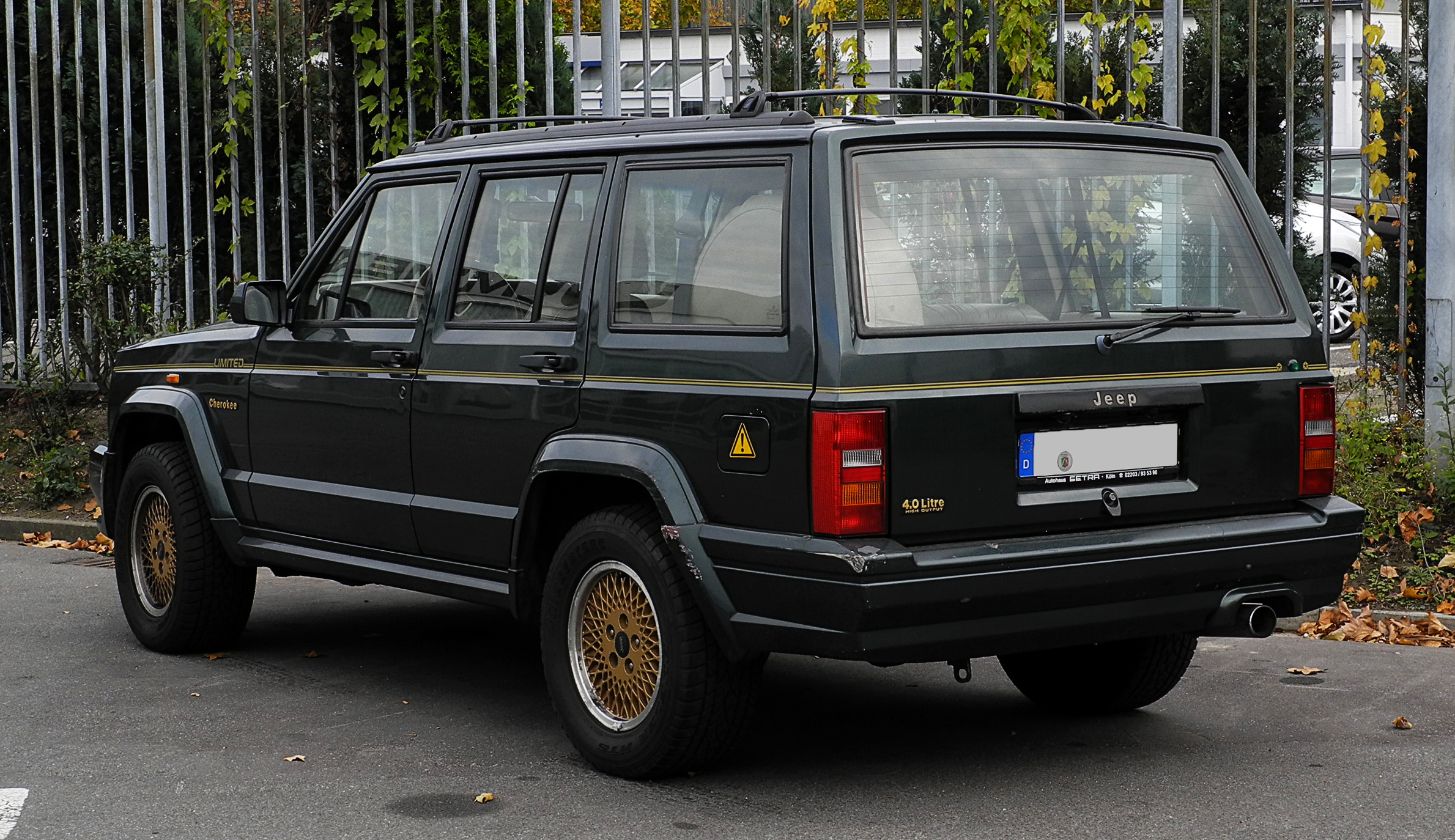
Jeep Cherokee XJ Phase I

Présenté en septembre 1983, le Jeep Cherokee XJ est motorisé par un moteur à quatre cylindres de 2,5 litres ou un six-cylindres de 2,8 litres. En 1985 et jusqu'à fin 1992, Renault distribue en France et en Belgique le Cherokee II en version trois-portes puis en trois et cinq-portes. Le « Moteur Douvrin » Diesel provient de la Renault 18, un 2,1 L Turbo-Diesel développant 88 ch.
En 1994, le Diesel Renault est remplacé par un 2,5 L TD développant 115 ch provenant du motoriste italien VM Motori. Une version spéciale Renault Assistance avec cellule arrière aménagée et décor de carrosserie blanc jaune et noir est également commercialisée par la marque au losange.
Partageant le nom du modèle original Cherokee SJ, la XJ Cherokee de 1984 était le premier tout nouveau véhicule conçu par Jeep depuis la SJ Wagoneer de 1963, le premier véhicule tout-terrain américain à être construit avec une carrosserie et une structure entièrement intégrées (monocorps), et est devenu la base mécanique du pick-up Jeep Comanche de la série MJ (1985-1992).
Jeep a commercialisé les XJ en tant que Sportwagons, les amenant ainsi à devenir des précurseurs du véhicule utilitaire sport (SUV) moderne avant que le terme ne soit largement utilisé, La XJ a engendré des concurrents alors que d'autres constructeurs ont remarqué que le design SUV détournait certains clients des voitures ordinaires .
Le livre de 2007 Jeep Off-Road qualifiait la XJ de "lien important dans l'évolution du 4x4" . En 2011, Kiplinger a choisi la XJ comme l'une des "10 voitures qui refusent de mourir". Le journaliste automobile Robert Cumberford , écrivant pour Automobile, a qualifié la Jeep XJ de l’une des 20 plus grandes voitures de tous les temps - pour sa conception et "peut-être la meilleure forme de SUV de tous les temps, c’est le modèle paradigmatique auquel d’autres concepteurs aspirent depuis." .

## Jeep Cherokee KJ (2001 - 2007)

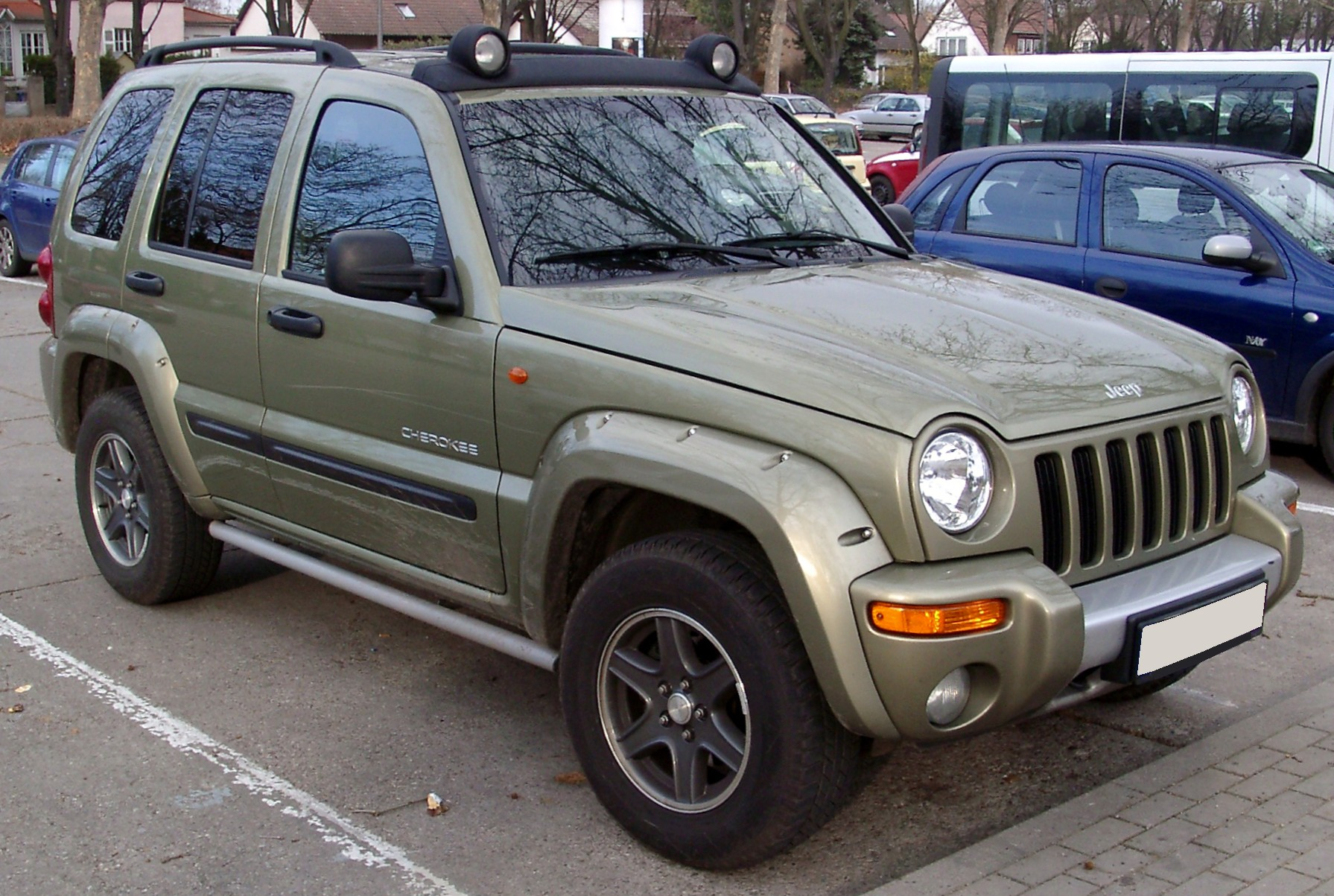
Jeep Cherokee KJ Phase I

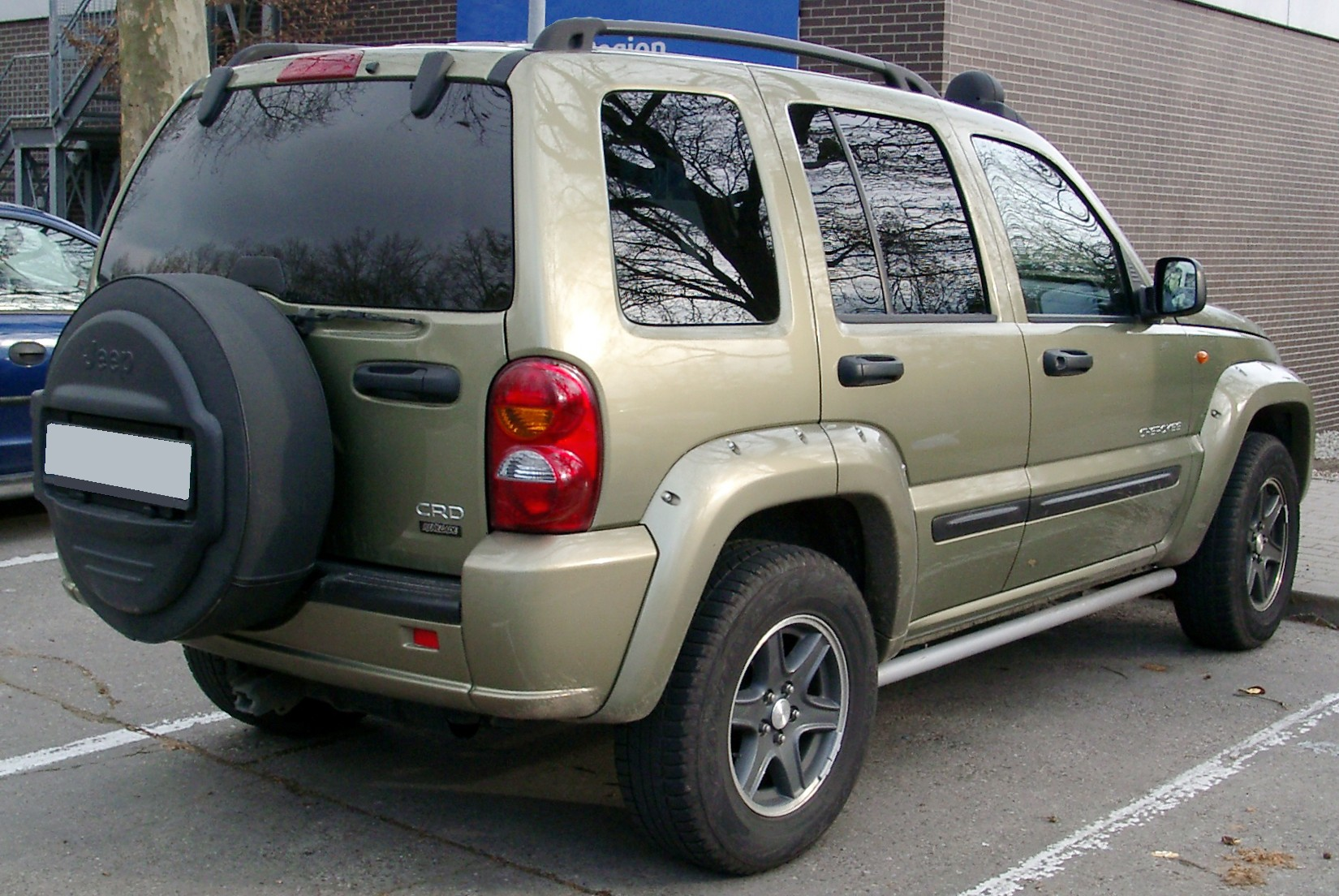
Jeep Cherokee KJ Phase I

Le Cherokee KJ est restylé en 2004. Rebaptisé « Jeep Liberty » en Amérique du Nord, il est motorisé par un quatre-cylindres Turbo-Diesel de 2,5 L ou 2,8 L, un quatre-cylindres essence de 2,4 L ou un V6 essence de 3,7 L.

### Motorisations
Diesel : 2.5 CRD 143/ 2.8 CRD 177
Essence : 2.4 Powertech 150 et 3.7 Powertech V6 210

### Finitions
- Sport (version de base disponible avec le 2.4)
- Renegade (jusque 2007) (milieu de gamme, avec jantes alliage, climatisation et look baroudeur (capot et calandre spécifiques)
- Latitude (2007) (finition milieu de gamme en remplacement de la Renegade sans le look baroudeur
- Limited Edition (haut de gamme, avec lecteur CD, sièges en tissu premium, alarme et jantes alliage de 17 pouces)

Séries limitées
- 65eme anniversaire
- Rocky Mountain
- Jamboree
- Freedom
- Columbia
- Wild Dream

## Jeep Cherokee KK (2007 - 2012)
Le Cherokee KK partage sa structure avec le Dodge Nitro. Également « Jeep Liberty » en Amérique du Nord, il est motorisé par un quatre-cylindres turbo-Diesel de 2,8 L ou un V6 essence de 3,7 L.

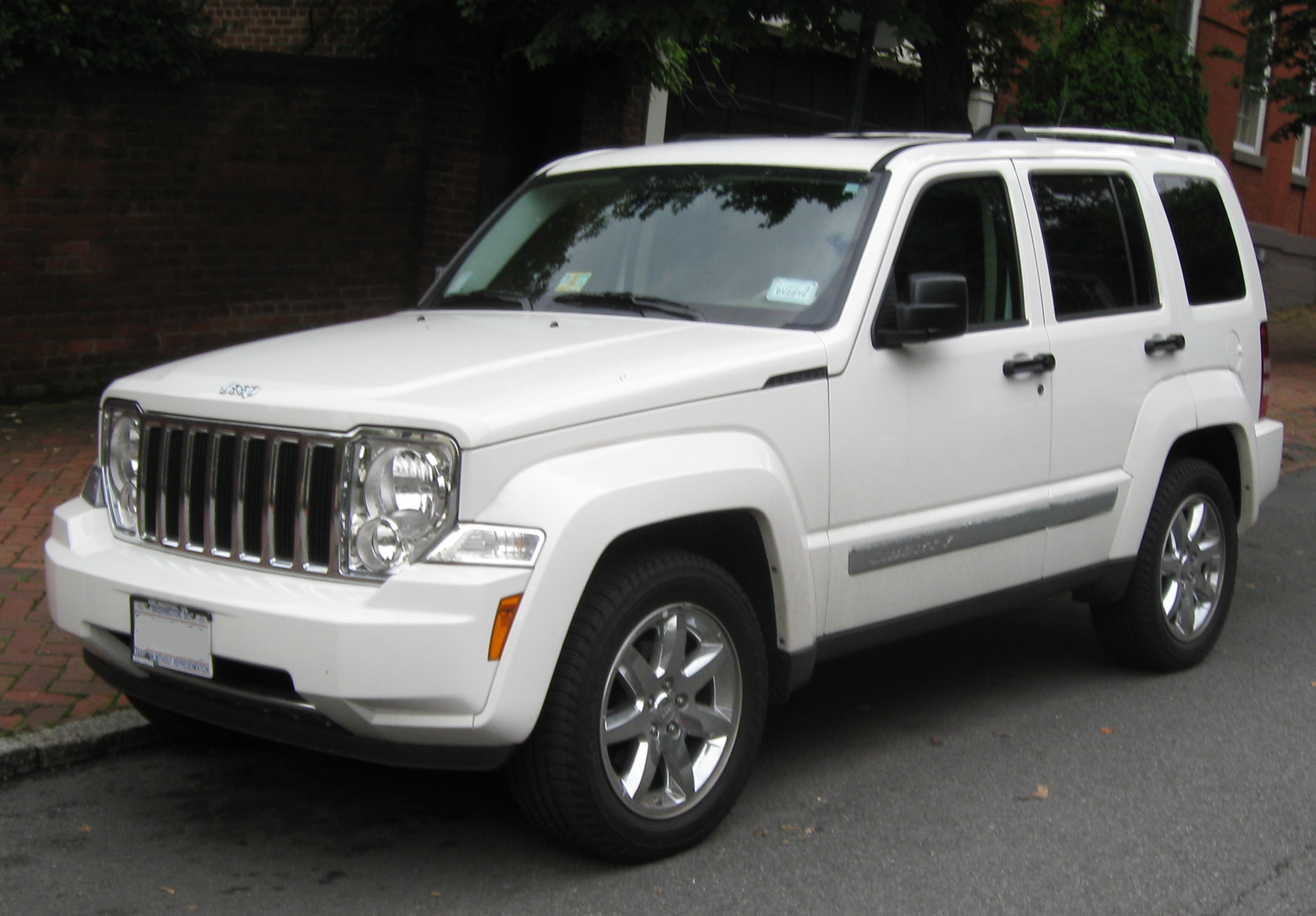
Une Jeep Cherokee KK Liberty

## Jeep Cherokee KL (2013 -  )
Le KL est motorisé par un quatre-cylindres Turbo-Diesel de 2 L (pour l'Europe seulement), ou par un quatre-cylindres essence de 2,4 L ou un V6 essence de 3,2 L. Il est doté d'une boîte de vitesses manuelle à six rapports ou d'une boîte automatique à neuf rapports (boîte ZF 9HP de ZF Friedrichshafen).

### Phase 2
En décembre 2017, le Cherokee est restylé : il abandonne sa face avant à double étage au profit de nouvelles optiques qui se rapprochent de celles du nouveau Compass, les feux arrière se dotent d'une nouvelle signature lumineuse dans leur texture.

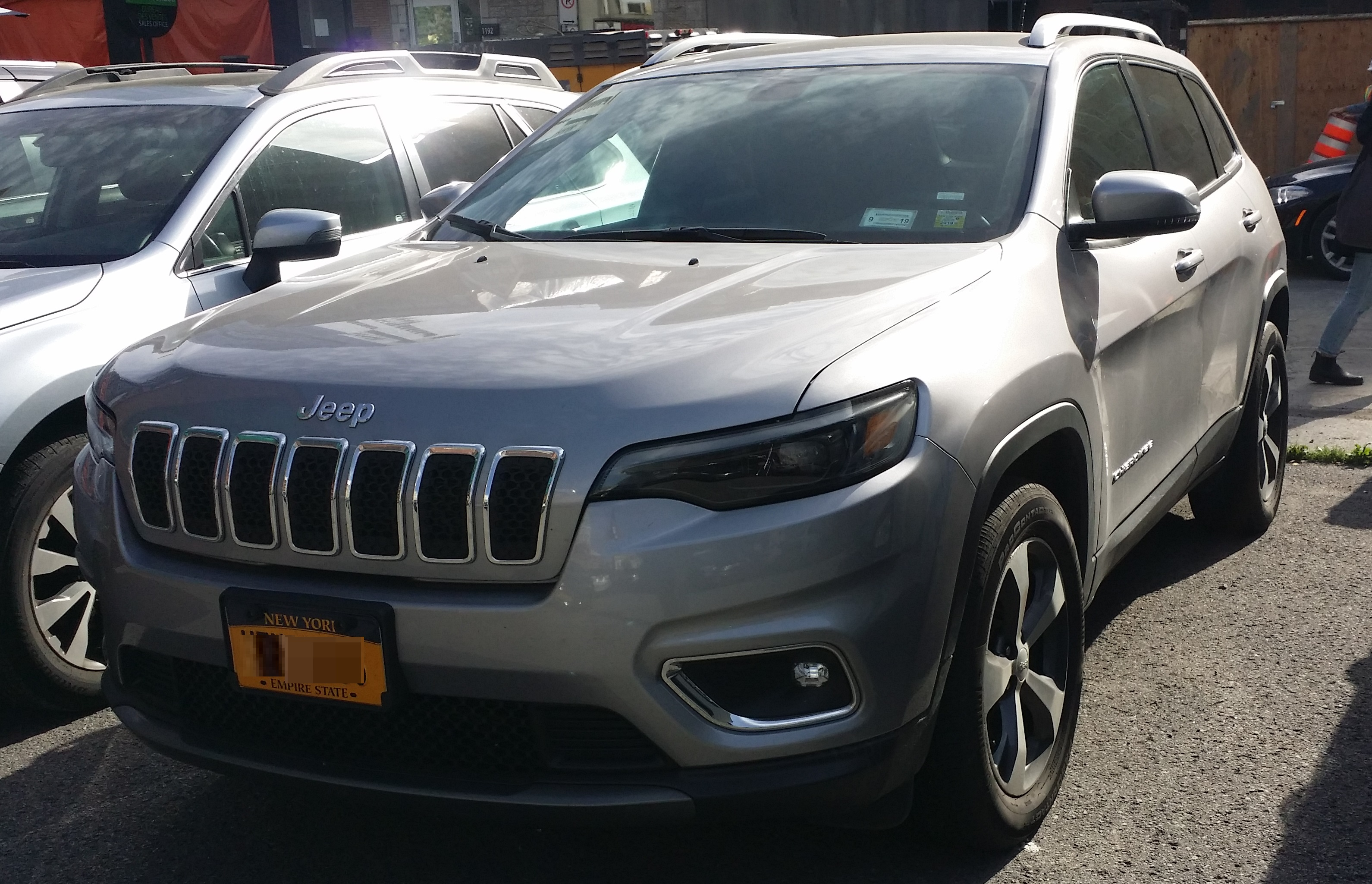
Jeep Cherokee restylé

### Finitions
Longitude , Business , Trailhawk , Limited et Overland.